# Lucky Blue
Lucky Blue är en svensk kortfilm från 2007 i regi av Håkon Liu. I rollerna ses bland andra Tobias Bengtsson, Tom Lofterud och Britta Andersson.

## Handling
Olle arbetar på sin fars camping under sommaren. Barbro kommer dit som vanligt och med sig har hon sin karaokeutrustning och även sin brorson Kevin. Olle och Kevin börjar försiktigt att utforska sina identiteter och kärleken.

## Om filmen
Filmens manus skrevs av Liu som fick idén när han läst en recension av bilen Mitsubishi Carisma. Inspelningen ägde rum i Uddevalla med Lizette Jonjic som producent och Sophia Olsson som fotograf. Musiken komponerades av Tobias Nylander och filmen klipptes av Erlend Kristoffersen. Den premiärvisades den 24 januari 2007 i Filmhuset i Stockholm och visades samma månad på Göteborgs filmfestival. Den har även visats av Sveriges Television.
Lucky Blue belönades med Stora novellfilmspriset 2007 och nominerades året efter till en Guldbagge i kategorin Bästa kortfilm.

## Rollista
- Tobias Bengtsson – Olle
- Tom Lofterud – Kevin
- Britta Andersson – Barbro, Kevins faster
- Johan Friberg	– Kjelle, Olles pappa
- Michaela Berner – Amanda